# 회남초등학교
회남초등학교는 대한민국 충청북도 보은군 회남면 거교리에 있는 공립 초등학교이다.

## 학교 연혁
- 1934년 6월 18일 회남공립보통학교(4년제) 개교설립인가 5월 30일
- 1938년 4월 1일 회남공립심상소학교로 개칭
- 1939년 3월 13일 6년제로 개편
- 1941년 4월 1일 회남공립국민학교로 개칭
- 1980년 1월 27일 교지 '영당' 창간호
- 1980년 2월 27일 대청댐 수몰로 인해 현 교사로 이전
- 1985년 9월 10일 병설유치원 개원
- 1991년 3월 1일 법수분교장 통폐합, 통학버스 운행
- 1992년 3월 1일 분저분교장 통폐합
- 1994년 9월 21일 개교 60주년 기념 운동회 및 총동문회 결성
- 1995년 3월 2일 학교급식 실시
- 1996년 3월 1일 회남초등학교로 개칭
- 1998년 3월 20일 학교운영위원회 조직
- 2002년 7월 4일 한국수자원공사 물사랑 학교 지정
- 2003년 11월 29일 교내수목 갱신 및 조경사업
- 2004년 8월 31일 회남정 건립
- 2007년 2월 28일 과학실 현대화 사업
- 2007년 7월 12일 학교 울타리 설치
- 2013년 2월 20일 제76회 졸업식(총 4035명)
- 2014년 2월 21일 제77회 졸업식(총 4036명)
- 2014년 9월 1일 제26대 김형식 교장 취임
- 2015년 2월 17일 제78회 졸업식(총 4038명)
- 2017년 2월 17일 제80회 졸업식(총 4041명)

## 참고 자료
- 회남초등학교 - 한국교육학술정보원 학교알리미